# L'últim vol (La Dimensió Desconeguda)

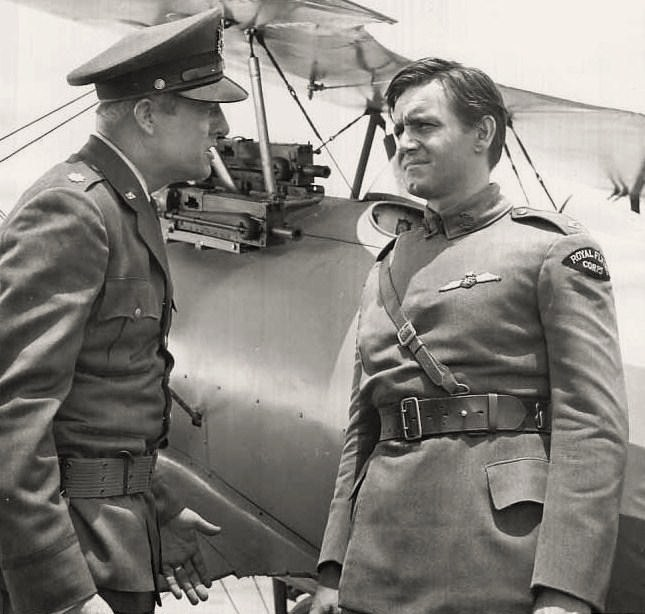
Simon Scott i Kenneth Haigh.

"L'últim vol" (títol original en anglès "The Last Flight") és el divuitè episodi de la sèrie de televisió d’antologia La Dimensió Desconeguda. Es va emetre originalment el 5 de febrer de 1960 a la cadena CBS. Ha estat doblat al català i emès per TV3.
Part de la producció es va rodar a la Norton Air Force Base a San Bernardino (Califòrnia). El biplà Nieuport 28 de l'any 1918 era propietat i volava per Frank Gifford Tallman, i havia aparegut anteriorment a moltes pel·lícules de la Primera Guerra Mundial.
Harry Raybould interpreta un caporal sense nom, Jerry Catron interpreta un guàrdia sense nom, Paul Baxley interpreta un conductor sense nom (sense acreditar) i Jack Perkins interpreta un tripulant de terra sense nom (sense acreditar).

## Narració d'obertura
| « | Testimoni el tinent de vol William Terrance Decker, Royal Flying Corps, tornant d'una patrulla en algun lloc de França. És l'any 1917. El problema és que el tinent està perdut irremeiablement. El tinent Decker aviat descobrirà que un home es pot perdre no sols en termes de mapes i milles, sinó també en el temps, i el temps en aquest cas es pot mesurar en eternitats. | » |

## Argument
El tinent de vol William Terrance "Terry" Decker del 56 Squadron Royal Flying Corps aterra el seu biplà Nieuport en una base aèria estatunidenca a França després de volar a través d'un núvol estrany. Immediatament és abordat pel provost mariscal Major Wilson, que queda bocabadat per l'aparença arcaica de Decker. Decker, també, està desconcertat, però per l'inexplicable gran avió modern. Després és detingut i interrogat pel comandant de la base estatunidenca, el major general George Harper, i per Wilson. Decker crida l'atenció, identificant-se com a del Royal Flying Corps del Regne Unit (el predecessor de la moderna Royal Air Force). Harper i Wilson també estan desconcertats pel seu antic uniforme. Decker pregunta on és. Quan li demanen la data, Decker respon el 5 de març de 1917. Quan li informen que és el 5 de març de 1959, queda sorprès.
Decker s'assabenta que el seu company de vol, Alexander Mackaye, és un vicemariscal aeri i un heroi de la Segona Guerra Mundial que va salvar centenars, si no milers, de vides en abatre tres bombarders alemanys sobre una nit de Londres durant The Blitz. Per casualitat, Mackaye vindrà a la base aquell mateix dia per a una inspecció. Decker diu que això és impossible, ja que Mackaye ha mort. Harper, en aquest moment, confisca la pistola i els efectes personals de Decker. Més tard, el major Wilson interroga el jove. Decker es refereix a Mackaye amb un sobrenom privat, "Old Leadbottom", explicant que en un moment donat, la infanteria alemanya li va disparar en un lloc vergonyós. Decker finalment confessa que és un covard que va evitar el combat durant tot el seu servei, i que va abandonar deliberadament Mackaye quan els dos van ser atacats per un vol de caces alemanys. Es nega a creure que Mackaye va sobreviure d'alguna manera contra aquestes contrarietats.
Quan Wilson suggereix que algú l'ha ajudat, Decker s'adona que se li ha donat una segona oportunitat. Li diu a l'oficial estatunidenc que no hi havia ningú a 50 milles que pogués haver vingut en ajuda de Mackaye, així que si Mackaye va sobreviure, havia de ser perquè Decker va tornar ell mateix. Decker demana a Wilson que l'alliberi. Quan Wilson es nega, Decker l'ataca a ell i a un guàrdia i escapa. A l'exterior, localitza el seu avió, colpeja un mecànic que intenta interposar-se en el seu camí i engega el motor de l'avió. Està a punt d'enlairar-se quan Wilson l’enxampa i es posa una pistola al cap. Decker li diu a Wilson que li haurà de disparar per aturar-lo. Després de dubtar, Wilson el deixa anar. Decker vola cap a l'estrany núvol i desapareix.
Harper recrimina a Wilson que s'hagi cregut una història tan fantàstica i que hagi deixat escapar "aquell boig". Quan Mackaye arriba, Wilson li pregunta si coneix a William Terrance Decker; ell respon: "Oh, segur que l'hauria de conèixer, em va salvar la vida". Mackaye continua explicant com Decker i ell van ser saltats per set avions alemanys mentre estaven patrullant. Mackaye va pensar al principi que Decker havia fugit, però de sobte Decker va caure cap avall, aparentment del no-res, amb les seves armes enceses, i va procedir a derrocar tres avions enemics abans de ser abatut ell mateix. Aleshores, el general Harper li mostra la targeta d'identificació confiscada de Decker (amb una foto) i altres efectes personals. Això deixa a Mackaye sorprès. Quan demana una explicació, Wilson diu: "Potser seria millor que t’asseguessis, Old Leadbottom".

## Narració de cloenda
| « | Diàleg d'una obra de teatre, Hamlet a Horaci: Hi ha més coses al cel i a la terra que als somnis de la teva filosofia. Diàleg d'una obra escrita molt abans que els homes arribessin al cel: Hi ha més coses al cel, a la terra i al cel de les que potser es pot somiar. I en algun lloc entre el més enllà, el cel i el mar troba la Dimensió Desconeguda. | » |

## Repartiment
- Kenneth Haigh com a 2Lt. William Terrance 'Terry' Decker
- Alexander Scourby com a major. Gen. George Harper
- Simon Scott com a major. Wilson
- Robert Warwick com A.V.M Alexander 'Leadbottom' Mackaye, R.A.F.
- Rod Serling com a narrador (sense acreditar)